# Vergine dell'Almudena

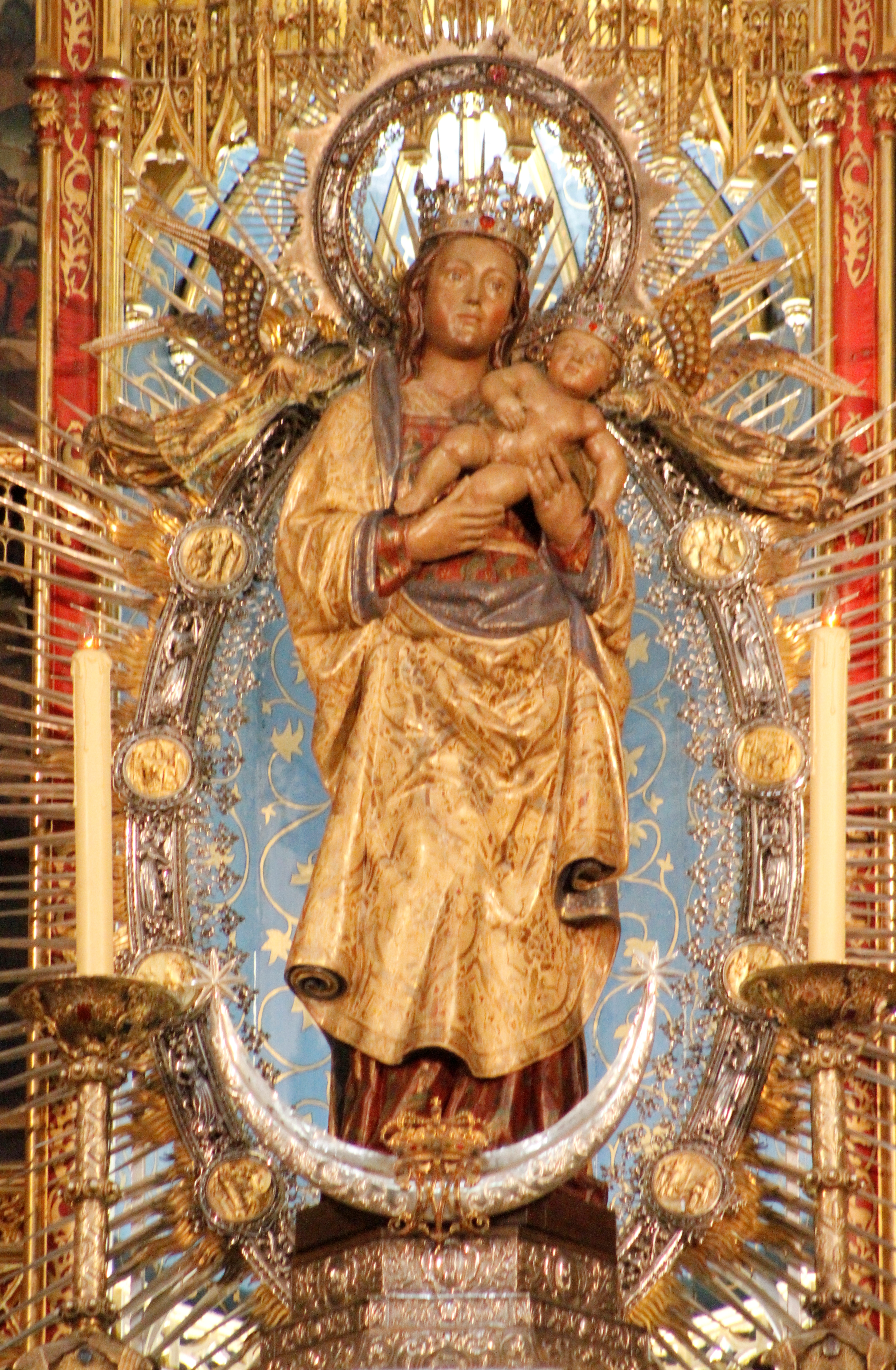
La statua all'interno della Cattedrale dell'Almudena

La Vergine dell'Almudena, Santa Maria dell'Almudena, Madonna dell'Almudena o Nostra Signora dell'Almudena è un titolo mariano della Vergine Maria. È la Santa Patrona della città di Madrid e dell'arcidiocesi di Madrid, è venerata ogni 9 novembre nella Cattedrale della Santa Maria dell'Almudena, a Madrid.

## Origine e leggenda
Secondo la tradizione, l'immagine di Santa Maria de la Real de la Almudena, anteriormente denominata "Santa Maria de la Mayor", fu trovata per la prima volta nell'anno 1085 durante la conquista della città per mano di re Alfonso VI di León durante la Reconquista. Malgrado non ci siano dati esatti sull'origine del culto, esistono documento che indicano come, almeno tre secoli prima della riscoperta dell'immagine sacra, questa fosse stata nascosta dalla conquista arabe per mano dell'arcivescovo Raimondo di Toledo. Probabilmente, l'immagine fu intagliata nel basso Medioevo, durante la ripopolazione cristiana della città di Madrid, per poi essere situata sull'altare dell'antica moschea cittadina, riconvertita in chiesa. Il nome "Almudena" si pensa derivi dal termine arabo "Al-mudayna", che significa "cittadella", indicando la nuova posizione della figura sacra all'interno delle mura cittadine di origine araba.

## L'immagine
L'immagine si conserva nella cattedrale di Madrid e appartiene allo stilo gotico, essendo stata realizzata possibilmente fra il secolo XV e XVI. Rappresenta la Vergine Maria nei panni di una regina dalla tunica rossa e un mantello ricamato dal colore azzurro che ricopre le spalle. Sostiene un bambino, nudo, con entrambe le mani. Si attribuisce la sua creazione a Sebastián de Almonacid o a Diego Copín, scultori della scuola di Toledo di fine XV secolo. L'immagine, che si trova nell'ala destra della cattedrale, è situata su un trono d'argento di stile barocco, regalata alla città di Madrid da parte di Filippo IV di Spagna, nel 1640.